# Канкай
Канкай (в верхнем течении — Канкай-Май, англ. Kankai River, непальск. कन्काई नदी) — река на востоке Непала и северо-востоке Индии, приток реки Махананда, которая в свою очередь несёт свои воды в Ганг.
Берёт начало на востоке Непала, в районе хребта Махабхарат, недалеко от города Илам и течёт в южном направлении. Протекает сначала по территории Непала, а затем по территории индийского штата Бихар. Впадает в реку Махананда на территории округа Кишангандж ниже города Кишангандж. Площадь бассейна реки Канкай составляет 1148 км².